# Ariza Makukula
Ariza Makukula (Kinsasa, Zaire, 4 de marzo de 1981) es un exfutbolista que jugaba de delantero centro de origen congoleño. Tiene doble nacionalidad congoleña y portuguesa, Su último equipo fue el BEC Tero Sasana FC, habiendo sido su primer equipo el Vitória Sport Clube de Guimarães.
Tiene un hijo llamado Ariza JM Del Nido en honor al presidente del Sevilla FC que lo fichó del Nantes cuando estaba lesionado.

## Trayectoria

### Vitória Sport Clube
Fue su primer equipo a nivel profesional, equipo con el que jugó 27 partidos, anotando 15 goles. Al finalizar la temporada 1999-00 y Makukula terminar contrato, el equipo quería renovarlo, pero el presidente de la UD Salamanca, Juan José Hidalgo, estuvo más atento y consiguió contratarlo para el equipo charro sin tener que pagar por hacerse con sus servicios.

### UD Salamanca
En el club charro fue en el que debutó en el fútbol profesional español, pero durante la temporada 2000-01 solo pudo jugar unos pocos partidos, ya que ocupaba ficha de extranjero, al no tener todavía la nacionalidad portuguesa. En diciembre fue cedido al CD Leganés, que también militaba en la 2.ª división, donde destacó durante esa medía temporada en la que permaneció allí, jugando 13 partidos y anotando 3 goles. Seguidamente regresó a Salamanca, donde terminó de explotar y se convirtió en uno de los máximos goleadores de la categoría, anotando 20 goles, además de contribuir con sus goles a llegar a octavos de final de la Copa del Rey.  Durante la temporada consiguió el pasaporte portugués y fue convocado por la selección sub-21 portuguesa, con la que participó en el campeonato de Europa de ese año. Gracias a todo esto, fueron varios los equipos que pretendían a Makukula, y su venta se convirtió en una subasta, que finalmente ganó el Nantes CF, que pagó por hacerse con sus servicios 6 millones de euros, siendo así el fichaje más caro realizado por dicho club.

### FC Nantes Atlantique
Fichó por el FC Nantes Atlantique por 5,5 millones de euros. Sólo permaneció una temporada, al no adaptarse al juego del equipo, ni a la vida en Francia, hecho que se demuestra en que solamente anotó 1 gol en 21 partidos que jugó. Por eso tanto el club como él decidieron que lo mejor era buscarle una cesión, y así surgió el Real Valladolid, que consiguió a Makukula cedido durante la temporada 2003-2004. En dicha temporada estaba recuperando todo su instinto goleador, ya que había anotado 8 goles en 18 partidos disputados, pero a mitad de temporada sufrió una gravísima lesión que no le dejó volver a jugar en toda la temporada, y el Real Valladolid lo echó tanto de menos que descendió a la 2.ª división.

### Sevilla FC
Al concluir la temporada, Makukula tenía que volver a Nantes, pero no quería jugar allí, así que de todas las ofertas que recibió aceptó la de un equipo que estaba creciendo año a año a pasos agigantados, ese no era otro que el Sevilla FC, y allí llegó en el verano de 2004, después de haberse perdido la Eurocopa de su país, que de no haberse lesionado seguramente hubiera disputado. Los primeros meses en Sevilla fueron de recuperación de su lesión, por lo que no pudo jugar muchos partidos, ya que jugó solo 13 partidos y anotó 1 gol en liga y 3 partidos, con 1 gol en la Copa de la UEFA, pero la temporada en lo colectivo fue muy buena, ya que el Sevilla FC consiguió clasificarse para la Copa de la UEFA. Ya en la temporada siguiente Makukula recayó de su lesión y no pudo jugar ningún partido de liga en todo el año, en un año en el que el Sevilla estuvo a punto de entrar en Liga de Campeones de la UEFA, pero finalmente quedó 5.º y se tuvo que conformar con la temporada siguiente jugar la UEFA, competición en la que le llegó la gloria esa temporada al ganarla por primera vez en su historia, y pudiéndola poner en su palmarés. En la temporada 2006-07 se marchó cedido al Nastic de Tarragona, donde su relación con el entrenador no fue muy buena, y no pudo disfrutar por ello de todos los partidos que hubiera querido. En los 12 partidos que jugó anotó solo 1 gol (al Real Madrid).

### Club Sport Marítimo
En la temporada 2007-08 volvió a salir cedido, esta vez al Club Sport Marítimo de la 1.ª división portuguesa, donde en media temporada volvió a ser el Makukula que iba para estrella, anotando 7 goles en 10 partidos. Esto le valió para ser convocado por la selección absoluta de Portugal, con la que debutó marcando el gol decisivo que permitía a Portugal clasificarse para la Eurocopa de 2008.

### Benfica
A principios de 2008 el SL Benfica lo contrató pagando al Sevilla FC  3,5 millones de euros, pero jugó muy poco tanto la segunda mitad de temporada de la temporada 2007-08  como la primera mitad de la 2008-09. Fue cedido al Bolton Wanderers, equipó que milita en la FA Premier League, y con el cual consiguió salvar la categoría, cumpliendo así el objetivo del club.

### Kayserispor
Tras no contar para el técnico del Benfica volvió a ser cedido por una temporada, esta vez al Kayserispor. En este equipo gozó de confianza y se convirtió en el máximo anotador del equipo y de la liga turca 2009-10. A pesar de ello, no continuó y regresó de nuevo al Benfica.

### Vestel Manisaspor
En el verano de 2010 se confirmó el fichaje de Makukula por el equipo turco.

### Karsiyaka
En el verano de 2012 anuncia su fichaje por el club turco Karsiyaka, al cual llega libre de contrato.

### Vitória de Setúbal
El jugador disputó 10 partidos desde enero a mayo de 2013 con el Vitória de Setúbal en el campeonato portugués, 2 como titular, marcando 2 goles.

### OFI Creta
En septiembre de 2013 firma con por una temporada con el OFI Creta, antepenúltimo clasificado del campeonato griego.

## Clubes
| Club                            | País       | Año       |
| ------------------------------- | ---------- | --------- |
| Vitória Sport Clube             | Portugal   | 1999-2000 |
| UD Salamanca                    | España     | 2000      |
| CD Leganés (Cedido)             | España     | 2000-2001 |
| UD Salamanca                    | España     | 2001-2002 |
| FC Nantes Atlantique            | Francia    | 2002-2003 |
| Real Valladolid (Cedido)        | España     | 2003-2004 |
| Sevilla FC                      | España     | 2004-2007 |
| Gimnàstic de Tarragona (Cedido) | España     | 2006-2007 |
| Club Sport Marítimo (Cedido)    | Portugal   | 2007      |
| SL Benfica                      | Portugal   | 2008-2010 |
| Bolton Wanderers (Cedido)       | Inglaterra | 2009      |
| Kayserispor (Cedido)            | Turquía    | 2009-2010 |
| Vestel Manisaspor               | Turquía    | 2010-2012 |
| Karsiyaka                       | Turquía    | 2012-2013 |
| Vitória Futebol Clube           | Portugal   | 2013      |
| OFI Creta                       | Grecia     | 2013-2014 |
| BEC Tero Sasana FC              | Tailandia  | 2014      |

## Carrera internacional
Ariza Makukula ha sido internacional sub-21 con Portugal, y debutó con la selección absoluta el 17 de octubre de 2007, con la que marcó el gol decisivo para clasificarse para la Eurocopa de 2008 en Austria y Suiza en su debut contra Kazajistán. Ha jugado 4 partidos y ha anotado 1 gol.

## Estadísticas
| Club                         | País          | Año           | PJ  | Goles |
| ---------------------------- | ------------- | ------------- | --- | ----- |
| Vitória Sport Clube          | Portugal      | 1999-2000     | 27  | 15    |
| UD Salamanca                 | España        | 2000-2001     | 2   | 0     |
| CD Leganés (Cedido)          | España        | 2001          | 14  | 5     |
| UD Salamanca                 | España        | 2001-2002     | 42  | 21    |
| FC Nantes Atlantique         | Francia       | 2002-2003     | 19  | 1     |
| Real Valladolid (Cedido)     | España        | 2003-2004     | 21  | 8     |
| Sevilla FC                   | España        | 2004-2006     | 19  | 3     |
| Nastic de Tarragona (Cedido) | España        | 2006-2007     | 12  | 1     |
| Club Sport Marítimo (Cedido) | Portugal      | 2007          | 10  | 7     |
| SL Benfica                   | Portugal      | 2008-2009     | 4   | 1     |
| Bolton Wanderers (Cedido)    | Inglaterra    | 2009          | 7   | 0     |
| Kayserispor (Cedido)         | Turquía       | 2009-2010     | 29  | 21    |
| Vestel Manisaspor            | Turquía       | 2010-2012     | 43  | 6     |
| Karşıyaka SK                 | Turquía       | 2012-2013     | 10  | 3     |
| Vitória Setúbal              | Portugal      | 2013          | 10  | 2     |
| O.F.I. Creta FC              | Chipre        | 2013-14       | 11  | 2     |
| BEC Tero Sasana              | Tailandia     | 2014          |     |       |
| Total carrera                | Total carrera | Total carrera | 280 | 96    |

## Palmarés

### Títulos internacionales
| Título          | Club       | Sede      | Año     |
| --------------- | ---------- | --------- | ------- |
| Copa de la UEFA | Sevilla FC | Eindhoven | 2005-06 |

### Distinciones individuales
| Distinción                      | Dato     | Club        | Sede    | Año     |
| ------------------------------- | -------- | ----------- | ------- | ------- |
| Máximo goleador Liga de Turquía | 21 goles | Kayserispor | Turquía | 2009-10 |